# Health & Safety Executive
Pour les articles homonymes, voir HSE.
L'Health & Safety Executive (HSE) est, au Royaume-Uni, l'autorité compétente en matière d'inspection du travail dans les domaines de la santé et sécurité au travail. La structure a un statut de « Non-departmental public body », comparable aux autorités indépendantes françaises, mais est dotée de la personnalité morale.
L'HSE a été créée en 1974 par le Parlement du Royaume-Uni avec la loi Health and Safety at Work etc. Act.